# Friedrich Eduard Hoffmann
Friedrich Eduard Hoffmann (Groninga, 18 ottobre 1818 – Berlino, 3 dicembre 1900) è stato un inventore tedesco.
Fu grande perfezionatore dei metodi termotecnici, ma il suo nome resta indissolubilmente legato all'invenzione del forno Hoffmann, tipo di forno ad alta diffusione.